# The Rugby Championship 2014
Il Rugby Championship 2014 (in inglese 2014 Rugby Championship) fu la 3ª edizione del torneo annuale di rugby a 15 tra le squadre nazionali di Argentina, Australia, Nuova Zelanda e Sudafrica nonché la 19ª assoluta del torneo annuale internazionale di rugby a 15 dell'Emisfero Sud.
Si tenne dal 14 agosto al 4 ottobre 2014 e fu vinto per la tredicesima volta dalla Nuova Zelanda.
A seguito di accordi commerciali di sponsorizzazione, in Argentina il torneo fu noto come 2014 Personal Rugby Championship, in Australia come 2014 Castrol Edge Rugby Championship, in Nuova Zelanda come 2014 Investec Rugby Championship e in Sudafrica come 2014 Castle Rugby Championship.
La partita inaugurale del torneo, tenutasi il 16 agosto a Sydney, fu il 150º incontro internazionale tra Australia e Nuova Zelanda: ai 4 calci piazzati del neozelandese Aaron Cruden fecero riscontro gli altrettanti della sua controparte Kurtley Beale, che originarono così il settimo pareggio di sempre tra le due nazionali.
Nonostante la partenza senza vittoria, gli All Blacks si aggiudicarono il torneo con un turno d'anticipo battendo 34-13 l'Argentina a La Plata ancorché privi di Aaron Cruden che, non svegliatosi in tempo per gli effetti dei troppi alcolici assunti la sera prima, perse ad Auckland l'aereo per il Sudamerica e fu sospeso dalla federazione per il resto del torneo.
Inifluente la sconfitta neozelandese in Sudafrica all'ultimo turno.
Il valore delle marcature, come stabilito dall’IRFB nel 1992, era: 5 punti per ciascuna meta (7 se trasformata), 3 punti per la realizzazione di ciascun calcio piazzato, idem per il drop.

## Nazionali partecipanti e sedi
| Squadra       | Città                                | Impianto interno                                                              |
| ------------- | ------------------------------------ | ----------------------------------------------------------------------------- |
| Argentina     | La Plata Mendoza Salta               | Stadio Città di La Plata Stadio Malvinas Argentinas Stadio Ernesto Martearena |
| Australia     | Gold Coast Subiaco Sydney            | Lang Park Subiaco Oval Stadium Australia                                      |
| Nuova Zelanda | Auckland Napier Wellington           | Eden Park McLean Park Regional Stadium                                        |
| Sudafrica     | Città del Capo Johannesburg Pretoria | Newlands Stadium Ellis Park Stadio Loftus Versfeld                            |

## Risultati

### 1ª giornata
| Arbitro: | Jaco Peyper |

|                          |      |                          |
| Beale 11’, 44’, 55’, 69’ | c.p. | 3’, 16’, 21’, 59’ Cruden |

| Arbitro: | John Lacey |

|                          |      |                 |
| R. Pienaar 2’            | mt   |                 |
| Pollard 2’               | tr   |                 |
| Pollard 16’ M. Steyn 50’ | c.p. | 7’, 42’ Sánchez |

### 2ª giornata
| Arbitro: | Romain Poite |

|                                                                |      |                      |
| tecnica 27’ J. Savea 30’ K. Read 49’ McCaw 53’, 59’ Luatua 80’ | mt   | 61’ Folau 64’ Hooper |
| Cruden 27’, 30’, 49’, 53’, 59’ A. Smith 80’                    | tr   | 61’, 64’ Beale       |
| Cruden 5’, 7’, 17’                                             | c.p. | 1’, 13’ Beale        |

| Arbitro: | Steve Walsh |

|                                     |      |                                      |
| Montero 25’ Cubelli 46’ Tuculet 50’ | mt   | 31’ Habana 58’ Hendricks 68’ Coetzee |
| Sánchez 25’, 46’                    | tr   | 31’ Pollard 58’, 68’ M. Steyn        |
| Sánchez 3’, 55’ Bosch 73’           | c.p. | 10’, 22’, 29’ Pollard 76’ M. Steyn   |
| Hernández 12’                       | drop |                                      |

### 3ª giornata
| Arbitro: | Pascal Gaüzère |

|                                           |      |                       |
| J. Savea 26’, 43’ Messam 40’ A. Smith 73’ | mt   |                       |
| Slade 74’                                 | tr   |                       |
| B. Barrett 15’ Slade 64’                  | c.p. | 18’, 32’, 62’ Sánchez |

| Arbitro: | George Clancy |

|                          |      |                                      |
| Folau 2’ Horne 78’       | mt   | 12’ Hendricks                        |
| Foley 78’                | tr   |                                      |
| Foley 17’, 28’, 42’, 69’ | c.p. | 4’, 19’, 25’, 45’, 49’, 63’ M. Steyn |

### 4ª giornata
| Arbitro: | Jérôme Garcès |

|                                |      |               |
| McCaw 46’                      | mt   | 15’ Hendricks |
|                                | tr   | 15’ Pollard   |
| Cruden 10’, 23’ B. Barrett 66’ | c.p. |               |
|                                | drop | 55’ Pollard   |

| Arbitro: | Glen Jackson |

|                               |      |                                  |
| Hooper 2’, 43’ Betham 59’     | mt   | 6’ Montero 63’ Bosch 70’ Tuculet |
| Foley 43’                     | tr   | 6’, 63’ Sánchez                  |
| Foley 15’, 38’, 40’, 54’, 73’ | c.p. | 49’, 57’ Sánchez                 |

### 5ª giornata
| Arbitro: | Nigel Owens |

|                                             |      |                   |
| Coetzee 12’ de Villiers 71’, 80’ Lambie 78’ | mt   | 25’ Ashley-Cooper |
| Lambie 78’                                  | tr   | 25’ Foley         |
| Pollard 43’                                 | c.p. | 24’ Foley         |
| Lambie 69’                                  | drop |                   |

| Arbitro: | Craig Joubert |

|                       |      |                                                 |
| Agulla 78’            | mt   | 11’ B. Smith 24’ Dagg 56’ J. Savea 67’ Perenara |
| González Iglesias 78’ | tr   | 11’, 24’, 56’, 67’ B. Barrett                   |
| Sánchez 16’, 35’      | c.p. | 3’, 8’ B. Barrett                               |

### 6ª giornata
| Arbitro: | Wayne Barnes |

|                                  |      |                                    |
| F. Hougaard 11’ Pollard 26’, 39’ | mt   | 32’ Fekitoa 65’ B. Smith 69’ Coles |
| Pollard 11’, 26’, 39’            | tr   | 32’, 65’ B. Barrett                |
| Pollard 46’ Lambie 78’           | c.p. | 8’, 23’ Barrett                    |

| Arbitro: | Nigel Owens |

|                         |      |                                  |
| Senatore 34’ Imhoff 52’ | mt   | 2’ T. Kuridrani 12’ Higginbotham |
| Sánchez 52’             | tr   | 2’, 12’ Foley                    |
| Sánchez 40’, 43’, 74’   | c.p. | 47’ Foley                        |

## Classifica
| Pos | Squadra       | G | V | N | P | PF  | PS  | DP  | BMP | Pt |
| --- | ------------- | - | - | - | - | --- | --- | --- | --- | -- |
| 1   | Nuova Zelanda | 6 | 4 | 1 | 1 | 164 | 91  | +73 | 4   | 22 |
| 2   | Sudafrica     | 6 | 4 | 0 | 2 | 134 | 110 | +24 | 3   | 19 |
| 3   | Australia     | 6 | 2 | 1 | 3 | 115 | 160 | −45 | 1   | 11 |
| 4   | Argentina     | 6 | 1 | 0 | 5 | 105 | 157 | −52 | 3   | 7  |